# Bombus dahlbomii
Bombus dahlbomii — вид перепончатокрылых рода шмелей (семейства настоящих пчёл), относящийся к подроду Thoracobombus и видовой группе Bombus morio. Длина переднего крыла — около 10—22 мм.

## Распространение
Распространён в южной и восточной частях Неотропического региона.